# (121236) Adrianagutierrez
(121236) Adrianagutierrez est un astéroïde de la ceinture principale, de la famille de Hungaria.

## Description
(121236) Adrianagutierrez est un astéroïde de la ceinture principale, de la famille de Hungaria. Il présente une orbite caractérisée par un demi-grand axe de 1,97 UA, une excentricité de 0,08 et une inclinaison de 21,6° par rapport à l'écliptique.
Il est nommé d'après une contributrice de la mission OSIRIS-REx dont l'objet est l'étude de l'astéroïde (101955) Bénou.

## Compléments